# Hela kyrkan sjunger
Hela kyrkan sjunger var ett program i SVT, med kristna sånger, som sändes från Filadelfiakyrkan i Umeå. Programmet hade premiär 1973, och sändes fram till 12 december 1982, med repriser under 1983. Programledare var Margit Borgström. Bland övriga medverkande märks Eleonora Vestin.

## Avsnitt

### Säsong 5
| Nr | Titel                 | Originalvisning  | Kod |
| -- | --------------------- | ---------------- | --- |
| 1  | "Hela kyrkan sjunger" | 29 mars, 1981    |     |
| 2  | "Hela kyrkan sjunger" | 26 april, 1981   |     |
| 3  | "Hela kyrkan sjunger" | 18 oktober, 1981 |     |

### Säsong 6
| Nr | Titel                 | Originalvisning    | Kod |
| -- | --------------------- | ------------------ | --- |
| 1  | "Hela kyrkan sjunger" | 7 februari, 1982   |     |
| 2  | "Hela kyrkan sjunger" | 7 mars, 1982       |     |
| 3  | "Hela kyrkan sjunger" | 12 september, 1982 |     |
| 4  | "Hela kyrkan sjunger" | 10 oktober, 1982   |     |
| 5  | "Hela kyrkan sjunger" | 14 november, 1982  |     |
| 6  | "Hela kyrkan sjunger" | 12 december, 1982  |     |

### Fotnoter
1. ↑  ”Hela kyrkan sjunger”. Svensk mediedatabas. 1973-1982. Arkiverad från originalet den 28 december 2014. https://web.archive.org/web/20141228114150/http://smdb.kb.se/catalog/search?q=Hela+kyrkan+sjunger+typ%3Atv&sort=OLDEST. Läst 25 juni 2012.
2. ↑  Eleonora Lahti - Tider av förändring - CD[död länk] Nya musiks wbbplats. Åtkomst 8 juli 2017.